# فلاديمير بوكوفسكي
فلاديمير كونستانتينوفيتش بوكوفسكي (30 ديسمبر 1942 – 27 أكتوبر 2019). كان كاتبًا روسيًا وناشطًا في مجال حقوق الإنسان. برز منذ أواخر الخمسينيات إلى منتصف السبعينيات في حركة المنشقين السوفييت ذائعة الصيت في الداخل والخارج. أمضى ما مجموعه اثنتا عشرة سنة في سجون الإصلاحيات النفسية، ومعسكرات العمل، والسجون التابعة للاتحاد السوفيتي.
بعد طرده من الاتحاد السوفييتي في أواخر العام، ظل بوكوفسكي معارضًا صريحًا للنظام السوفييتي وأوجه القصور التي تعيب الأنظمة التي خلفته في روسيا. كان ناشطًا، وكاتبًا، وأخصائيًا في الفيزيولوجيا العصبية. احتفي به لدوره في حملة كشف ووقف الإساءة السياسية للطب النفسي في الاتحاد السوفيتي.
كان بوكوفسكي عضوًا في المجلس الاستشاري الدولي للمؤسسة التذكارية لضحايا الشيوعية، ومدير صندوق الامتنان (الذي أنشئ في عام 1998 لإحياء ذكرى المنشقين السابقين ودعمهم)، وعضوًا في المجلس الدولي لمؤسسة حقوق الإنسان في مدينة نيويورك، وزميلًا قديمًا في معهد كاتو في واشنطن العاصمة.
حصل فلاديمير بوكوفسكي في عام 2001، على ميدالية ترومان-ريغان للحرية، التي تمنحها سنويًا المؤسسة التذكارية لضحايا الشيوعية منذ عام 1993.

## نشأته
لد فلاديمير بوكوفسكي لأبوين روسيين في بلدة بيليبي في جمهورية باشكير الاشتراكية السوفيتية المستقلة ذاتيًا (اليوم جمهورية باشكورتوستان في الاتحاد الروسي)، حيث أجليت أسرته خلال الحرب العالمية الثانية. عاد بعد الحرب مع والديه إلى موسكو حيث عمل والده كونستانتين (-1976) صحفيًا سوفيتيًا مشهورًا. خلال سنته الأخيرة في المدرسة، طرد فلاديمير لإنشائه وتحريره مجلة غير مصرح بها. للوفاء بمتطلبات التقدم بطلب للحصول على مكان جامعي، أكمل تعليمه الثانوي في الفصول المسائية. التحق بوكوفسكي بجامعة موسكو الحكومية لدراسة علم الأحياء، ولكنه طرد في سن التاسعة عشرة بعد انتقاده رابطة كومسومول، أي اتحاد منظمات الشباب السوفيتي.

## نشاطه في الحقبة السوفيتية

### التجمعات

#### ساحة ماياكوفسكي
في شهر سبتمبر من عام 1960، دخل بوكوفسكي إلى جامعة موسكو لدراسة علم الأحياء، وهناك قرر هو وبعض الأصدقاء إحياء القراءات الشعرية غير الرسمية لساحة ماياكوفسكي التي بدأت بعد الكشف عن تمثال للشاعر في وسط موسكو عام 1958. اتصلوا بالمشاركين السابقين في القراءات مثل فلاديمير أوسيبوف، محرر مجلة بوميرانغ (1960)، ويوري غالانسكوف الذي أصدر رواية فينكس (1961)، وهما مثالان للساميزدات الأدبية (نوع من الكتابة والنشر مارسه المنشقون في الاتحاد السوفيتي ودول الكتلة الشرقية تحديًا بسبب الرقابة على الكتابات المعارضة).
كتب بوكوفسكي البالغ من العمر 19 عامًا ملاحظاته الانتقادية حول اتحاد منظمات الشباب السوفيتي أو كومسومول. لاحقًا، أعطي نص الانتقادات عنوان «أطروحات عن انهيار كومسومول» من قبل الاستخبارات السوفيتية. وصف بوكوفسكي الاتحاد السوفييتي بأنه «مجتمع غير قانوني» يواجه أزمة إيديولوجية حادة. أكد أن كوموسول «يحتضر»، إذ فقد السلطة الأخلاقية والروحية على السواء، ودعا إلى إضفاء الطابع الديمقراطي عليها. ذا النص، بالإضافة إلى نشاطاته الأخرى، لفت انتباه السلطات إلى بوكوفسكي. استجوب مرتين قبل طرده من الجامعة في خريف سنة 1961.
قبض على بوكوفسكي في الأول من يونيو سنة 1963، وأدين لاحقًا غيابيًا بسبب «اختلاله العقلي»، بموجب المادة 70-1 «التحريض والدعاية ضد الاتحاد السوفياتي» من القانون الجنائي لجمهورية روسيا الاتحادية الاشتراكية السوفيتية. كانت التهمة الرسمية هي إنتاج وحيازة نسخ من المؤلفات المعادية للسوفييت، أي نسختين من العمل المحظور الذي قدمه ميلوفان جيلاس بعنوان «الطبقة الجديدة». فحص الأطباء النفسيون السوفييت بوكوفسكي، وأعلن عن كونه مريضًا عقليًا «بالفصام»، وأرسل للعلاج في مستشفى الأمراض النفسية الخاصة في لينينغراد حيث بقي لمدة عامين تقريبًا حتى فبراير 1965. تعرف هناك على الجنرال بيترو غريغورينكو، زميل في السجن.

### احتشاد غلانسوت، 5 ديسمبر 1965
في ديسمبر من عام 1965، ساعد بوكوفسكي في إعداد مظاهرة في ميدان بوشكين بوسط موسكو احجاجًا محاكمة الكاتبين أندري سينيافسكي ويولي دانيل. وزع منشور «الاحتكام المدني» الذي قدمه عالم الرياضيات والشاعر ألكسندر إيسينين - فولبين، الذي دعا السلطات إلى إطاعة القوانين السوفياتية التي تقتضي الغلانسوست في العملية القضائية (سياسة الانفتاح والشفافية في أنشطة جميع المؤسسات الحكومية في الاتحاد السوفيتي)، مثل قبول تواجد الجمهور ووسائل الإعلام في أي محاكمة. أصبحت المظاهرة التي جرت في 5 ديسمبر 1965 (يوم الدستور) تعرف باسم اجتماع أو تجمع غلانسوست، وكانت إذعانًا ببداية حركة الحقوق المدنية السوفياتية النشطة علنًا.
لم يتمكن بوكوفسكي من الحضور. قبل ذلك بثلاثة أيام، ألقي القبض عليه بتهمة توزيع منشور الاحتكام المدني، وأبقي في عدة مستشفيات من بينها المستشفى رقم 13 في لوبلينو وستولبوفايا ومؤسسة سيربسكي حتى يوليو 1966.

### الحق في التظاهر، 1967
في 22 يناير 1967، قام بوكوفسكي، وفاديم ديلوناي، ويفغيني كوشيف، وفيكتور خوستوف بمظاهرة أخرى في ساحة بوشكين. احتجوا على الاعتقالات الأخيرة التي طالت ألكسندر غينزبورغ، ويوري غالانسكوف، وألكسي دوبروفولسكي، وفيرا لاشكوفا (جرت في نهاية المطاف المحاكمة في يناير 1968 فيما عرف «بمحاكمة الأربعة») داعين لحقهم في الاحتجاج. صدر في 16 سبتمبر 1966 قانون جديد، المادة 190-3، التي تصنف أية تجمعات أو مظاهرات عامة على أنها جريمة.
في الأول من ديسمبر 1967، استخدم بوكوفسكي، في محاكمته الخاصة، كلماته الأخيرة لمهاجمة فشل النظام في احترام القانون أو اتباع الإجراءات القانونية. استشهد بالمادة 125 من الدستور السوفييتي (الذي ما زال قائمًا لليوم) لعام 1936 للدفاع عن حق تنظيم المظاهرات وغيرها من الاحتجاجات العامة. أشار كذلك إلى أن النيابة العامة لم تتقيد مرارًا بمدونة الإجراءات الجنائية المنقحة لعام 1961 لدى تصرفها في القضية. جمعت الكلمات الختامية لبوكوفسكي في المحكمة على نطاق واسع في مجموعة من الساميزدات، وجزءًا من مواد عن المظاهرة والمحاكمات اللاحقة جمعها بافل ليتفينوف.
اعترف محتجان هما فاديم ديلوناي ويفجيني كوشيف بالندم على أفعالهما، ولكن ليس على ذنبهما؛ كان بوكوفسكي جريئًا، وحكم عليه على غرار زميله المتظاهر فيكتور خوستوف (الذي أدين في فبراير 1967) بالسجن ثلاث سنوات في معسكر «نظامي عادي» للعمل الإصلاحي. أرسل بوكوفسكي إلى بور في منطقة فارونيش لقضاء محكوميته. أطلق سراحه في يناير سنة 1970.

### الحملة ضد إساءة استخدام الطب النفسي
في ستينيات وسبعينيات القرن العشرين، بدأت السلطات السوفييتية في الاستخدام واسع النطاق للعلاج النفسي شكلًا من أشكال العقاب والردع لأصحاب العقول المستقلة. شمل ذلك الاحتجاز غير المحدود في مستشفى بسيخوشكا، وكانت تلك الأماكن معروفة لدى العامة، وقد تكون مستشفيات الأمراض النفسية التقليدية أو مستشفيات سجون الأمراض النفسية التي أنشئت (مثل مستشفى لينينغراد الخاص بالأمراض النفسية) جزءًا من مؤسسة عقابية قائمة. احتجز أفراد أصحاء بين مرضى عقليين، وغالبًا ما كانوا من المرضى الخطرين؛ أجبروا على تعاطي مختلف العقاقير نفسية التأثير؛ كما سجن البعض منهم في مؤسسات من نوع السجون تخضع لسيطرة المخابرات الروسية.
خلال مقابلة سرية صورها مراسل سي بي إس نيوز بيل كول في غابة بالقرب من موسكو، وصف بوكوفسكي كيف تلقي الحكومة السوفياتية بالمنشقين السياسيين في مؤسسات عقلية وتخضعهم لعلاج دوائي.
في أكتوبر 2014 ، قامت الشرطة البريطانية بعملية تفتيش في منزل بوكوفسكي في كامبريدج ، حيث تم العثور على ما يقرب من عشرين ألف صورة ومقطع فيديو مع قاصرين على الأجهزة الإلكترونية في المنزل. في 27 أبريل 2015 ، وجهت النيابة الملكية البريطانية لبوكوفسكي اتهامات بتخزين و "إنشاء" (تنزيل) صور وأفلام إباحية للأطفال. في ذلك الوقت ، أبلغ بوكوفسكي عن مرض القلب الشديد. وصف بوكوفسكي الاتهامات بأنها سخيفة وقال إن الصور قد تم نقلها من قبل الخدمات الخاصة الروسية. في أغسطس 2015 ، رفع بوكوفسكي دعوى قضائية ضد خدمة المدعي العام الملكي في المملكة المتحدة ، متهمًا بها بالتشهير. في 20 أبريل 2016 ، أعلن بوكوفسكي عن إضراب عن الطعام ، سعيا إلى رفع الاتهامات. في 12 ديسمبر 2016 ، بدأت المحاكمة في كامبريدج في هذه القضية. تم تأجيل محاكمة بوكوفسكي عدة مرات بسبب حالته الصحية. في يوليو 2017 ، تم تأجيله إلى فبراير 2018. في 12 فبراير 2018 ، تم تعليق العملية القضائية.